# Flugplatz Rendsburg-Schachtholm

i7
i11
i13

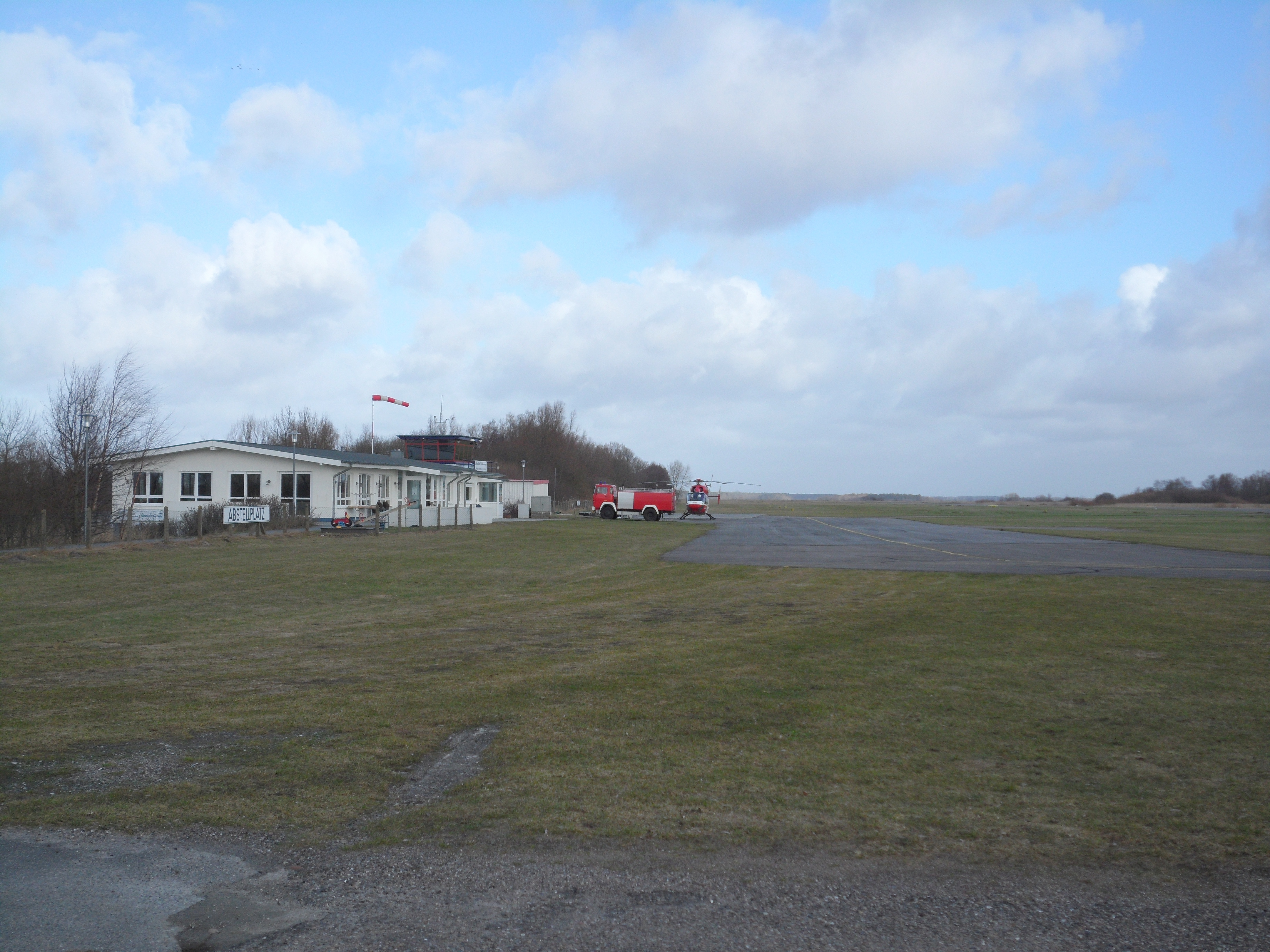
Tower und Restaurant vom Ende der Startbahn

Der Flugplatz Rendsburg-Schachtholm (ICAO-Code: EDXR) ist ein Verkehrslandeplatz südsüdwestlich der schleswig-holsteinischen Stadt Rendsburg und südwestlich der Gemeinde Schülp b. Rendsburg. Der Flugplatz liegt südlich des Nord-Ostsee-Kanals, nahe der Fähre Breiholz. Er ist über die Straße parallel zum Kanal von Rendsburg beziehungsweise aus Breiholz zu erreichen. Der Flugplatz gehört zur Gemeinde Hörsten, die auf beiden Seiten des Kanals liegt.

## Geschichte
Nachdem der Flugbetrieb auf dem Flugplatz Rendsburg-Kamp eingestellt und das Gelände von der Stadt an den Bundesverband der Deutschen Lehranstalten für Agrartechnik (DEULA) in Rendsburg verkauft worden war, wurde das heutige Gelände u. a. mit Hilfe der Bundeswehr für den Flugbetrieb hergerichtet. Dieses Gelände liegt etwas höher als das Umland, da es sich hier um ein aufgespültes Sandgebiet handelt. Hier wurde Sand, der beim Bau des Kanals nicht verwendet werden konnte, abgelagert. Die erste Landung auf dem Platz erfolgte am 14. Mai 1960, offiziell zugelassen wurde er am 20. September 1960. Schon wenige Jahre später, im August 1964 fand hier die 18. Deutsche Kunstflugmeisterschaft statt.
Der Flugplatz wird von der Verkehrslandeplatz Rendsburg-Schachtholm Betriebs GmbH betrieben. Am Platz befinden sich mehrere Flugzeughallen, eine Tankstelle, ein Tower sowie ein Restaurant. Des Weiteren sind zwei Flugschulen, eine für Motorflug und eine für Ultraleichtflugzeuge auf dem Flugplatz untergebracht.
Seit dem 24. Juli 2020 ist auf dem Gelände der Rettungshubschrauber Christoph 42 der DRF Luftrettung untergebracht, nachdem die Station am vorherigen Standort zu klein geworden war. Der Hubschraubertyp EC145 wurde dabei durch einen modernen H145 ersetzt. Der Hubschrauber war der einzige 24-Stunden-Hubschrauber in Schleswig-Holstein bis zum 25. Mai 2024. Seitdem fliegt auch der Europa 5, aus Niebüll, als 24-Stunden Hubschrauber in Schleswig-Holstein.

## Ausbildungszentrum
Im März 2016 beschloss der Luftsportverband Schleswig-Holstein, den Flugplatz als Ausbildungszentrum für den Pilotennachwuchs des Landes zu nutzen. Der Dachverband mit 31 Vereinen und 2800 Mitgliedern wollte dieses Zentrum ursprünglich am Flugplatz Kiel-Holtenau errichten. Das Vorhaben wurde jedoch fallen gelassen, weil die Zukunft des Flugplatzes Kiel-Holtenau unsicher und die aktuellen Öffnungszeiten sehr eingeschränkt seien. Bis Ende Dezember 2015 unterhielt der Verband seine Zentrale in Schacht-Audorf. Dadurch wird es bei derzeit knapp 6000 Flugbewegungen jährlich etwa 500 Starts in Schachtholm zusätzlich geben.

## Zulassung
Der Flugplatz ist für alle Hubschrauber, Motorsegler, Segel- und Ultraleichtflugzeuge, Ballone und Fallschirmspringer bis zu 12.000 kg Gewicht auf Asphalt und bis zu 5700 kg Gewicht auf Rasen zugelassen.
Unabhängig von diesen Beschränkungen wurde der Flugplatz von Maschinen des Typs Transall C-160 des benachbarten Fliegerhorstes Hohn benutzt, um auf der hiesigen kurzen Landebahn den Steilanflug zu üben.

## Zwischenfälle
- Am 29. November 2006 stürzte ein Hubschrauber Westland Bell 47G ab. Ein Flugschüler wurde leicht verletzt.[7]
- Am 26. März 2016 stürzte eine Cessna nach einem missglückten Startversuch in ein Waldstück. Beide Insassen wurden nur leicht verletzt.[8]